# 天興 (北魏)
天興（てんこう）は、南北朝時代の北魏において道武帝の治世に使用された元号。398年7月- 404年10月。

## 西暦・干支との対照表
| 天興 | 元年  | 2年   | 3年   | 4年   | 5年   | 6年   | 7年   |
| 西暦 | 398年 | 399年 | 400年 | 401年 | 402年 | 403年 | 404年 |
| 干支 | 戊戌  | 己亥  | 庚子  | 辛丑  | 壬寅  | 癸卯  | 甲辰  |